# Trương Tâm (ca sĩ)
Trương Tâm (tiếng Trung: 張芯; bính âm: zhāng xīn; sinh ngày 10 tháng 8 năm 1980) là một nữ ca sĩ người Trung Quốc. Cô từng giành ngôi á quân cuộc thi tìm kiếm tài năng Tinh quang đại đạo của Trung Quốc vào năm 2007.

## Xuất thân
Trương Tâm sinh năm 1980 tại Thiên Tân, Trung Quốc.

## Sự nghiệp

### 1997–2003:Phi đồ bôi, Liên hoan âm nhạc châu Á và các cuộc thi âm nhạc khác
Năm 1997, Trương Tâm tham gia cuộc thi ca hát trẻ toàn quốc Phi đồ bôi (tiếng Trung: 飞图杯; bính âm: fēi tú bēi). Cô giành được giải nhất ở vòng thi khu vực Bắc Kinh và giải nhất ở vòng chung kết toàn quốc. Đầu năm 1998, Trương tham gia Gala đón xuân của Bộ Văn hóa Trung Quốc. Tháng 5 năm ấy, cô làm khách mời đặc biệt tại một buổi hòa nhạc của Quách Phong ở Bắc Kinh.
Năm 1999, Trương tham gia Liên hoan âm nhạc châu Á. Cô giành huy chương bạc tại các Cuộc thi ca sĩ mới nổi Trung Quốc và Cuộc thi ca sĩ mới nổi của châu Á. Tháng 5 năm 2000, theo lời mời Đại sứ Trung Quốc Lý Triệu Tĩnh và phu nhân tại Hoa Kỳ, cô đã góp mặt tại sự kiện "gala vũ đạo và âm nhạc tình yêu" (tiếng Trung: 爱心音乐舞蹈晚会; bính âm: ài xīn yīn lè wǔ dǎo wǎn huì). Tháng 7 năm ấy, cô giành giải xuất sắc tại cuộc thi ca sĩ trẻ ưu tú của đài CCTV.
Tháng 12 năm 2001, theo lời mời của Lưu Quốc Sinh (tiếng Trung: 刘国生; bính âm: liú guó shēng) và Tạ Hiểu Hồng (tiếng Trung: 谢晓红; bính âm: xiè xiǎo hóng) - cặp vợ chồng công tác ở Phòng Thương mại Hoa Kỳ tại Trung Quốc, cô đã nhận lời tham dự Gala đón năm mới do Đại sứ quán Trung Quốc ở New York và Phái đoàn Liên Hợp Quốc phối hợp tổ chức.

### 2003–2011: Ngôi á quân tạiTinh quang đại đạovà phát hành đĩa đơn solo
Năm 2003, Trương một lần nữa tham gia Gala đón xuân của Bộ Văn hóa Trung Quốc. Năm 2007, Trương tham gia cuộc thi tìm kiếm tài năng Tinh quang đại đạo (tiếng Trung: 星光大道; bính âm: xīng guāng dà dào) do đài CCTV tổ chức vào năm 2007. Tại cuộc thi cô đã giành giải Nghệ sĩ hay nhất tháng 3 và giải á quân tại vòng chung kết thường niên.
Ngày 1 tháng 5 năm 2009, Trương đã nhận lời góp mặt tại buổi hòa nhạc "Thành Long và những người bạn" tại Sân vận động Tổ Chim. Cô đã thể hiện ca khúc "I LOVE THIS CITY" cùng với các ca sĩ Dư Lý Na (tiếng Trung: 与李娜; bính âm: Yǔ lǐ nuó) và Trương Tịnh Dĩnh (tiếng Trung: 张靓颖; bính âm: zhāng jìng yǐng). Năm 2010, Trương Tâm phát hành đĩa đơn solo mang tên "Tiểu thủ băng lương" (tiếng Trung: "小手冰凉"; bính âm: Xiǎo shǒu bīng liáng; nghĩa đen 'Đôi bàn tay lạnh"').

### 2012–nay:Ca vũ 2019vàTrung Ca Hội
Ngày 26 tháng 12 năm 2018, cô tham gia buổi họp báo công bố cuộc thi ca nhạc quy mô lớn mang tên Ca thủ 2019 (tiếng Trung: 歌手2019; bính âm: Gē shǒu 2019) của Đài truyền hình Hồ Nam, và được xác nhận là một trong những thí sinh đầu tiên của chương trình. Tháng 1 năm 2019, cô chính thức tham gia Ca thủ 2019 với vai trò ca sĩ. Tháng 5 năm 2019, Trương tham gia cuộc thi Trung Ca Hội (tiếng Trung: 中歌会; bính âm: Zhōng gē huì),